# Sechium panamense
Sechium panamense är en gurkväxtart som först beskrevs av Richard P. Wunderlin, och fick sitt nu gällande namn av R. Lira och F. Chiang. Sechium panamense ingår i släktet Sechium och familjen gurkväxter. Inga underarter finns listade i Catalogue of Life.